# كورت بيشر
كورت بيشر (بالألمانية: Kurt Becher)‏ هو جندي ألماني، ولد في 12 سبتمبر 1909 في هامبورغ في ألمانيا، وتوفي في 8 أغسطس 1995.